# Walter Wallmann
Walter Wallmann (ur. 24 września 1932 w Uelzen, zm. 21 września 2013 we Frankfurcie nad Menem) – niemiecki polityk, prawnik i samorządowiec, działacz Unii Chrześcijańsko-Demokratycznej (CDU), deputowany do Bundestagu, w latach 1986–1987 minister środowiska, ochrony zasobów naturalnych i bezpieczeństwa jądrowego, w latach 1987–1991 premier Hesji.

## Życiorys
Po maturze studiował prawo i nauki polityczne na Uniwersytecie w Marburgu. Zdał państwowe egzaminy prawnicze I oraz II stopnia, a w 1965 doktoryzował się na macierzystej uczelni. Zawodowo był związany z sądownictwem. Na początku lat 60. wstąpił do Unii Chrześcijańsko-Demokratycznej i jej organizacji młodzieżowej Junge Union. W latach 1966–1972 zasiadał w heskim landtagu, w 1968 pełnił funkcję przewodniczącego klubu poselskiego CDU. Był również radnym miejskim w Marburgu.
Od 1972 do 1977 sprawował mandat posła do Bundestagu, od 1973 jako wiceprzewodniczący frakcji deputowanych CDU/CSU. W latach 1977–1986 był nadburmistrzem Frankfurtu nad Menem. W czerwcu 1986 kanclerz Helmut Kohl powierzył mu kierownictwo nowo powołanego resortu środowiska, ochrony zasobów naturalnych i bezpieczeństwa jądrowego w rządzie federalnym. Stanowisko to zajmował do kwietnia 1987. Został wówczas nowym premierem Hesji, funkcję tę pełnił do kwietnia 1991.  W 1987 przez kilka miesięcy był też przewodniczącym Bundesratu.
Później powrócił do praktyki prawniczej, w połowie lat 90. wycofał się z aktywności politycznej.